# Spital Zollikerberg

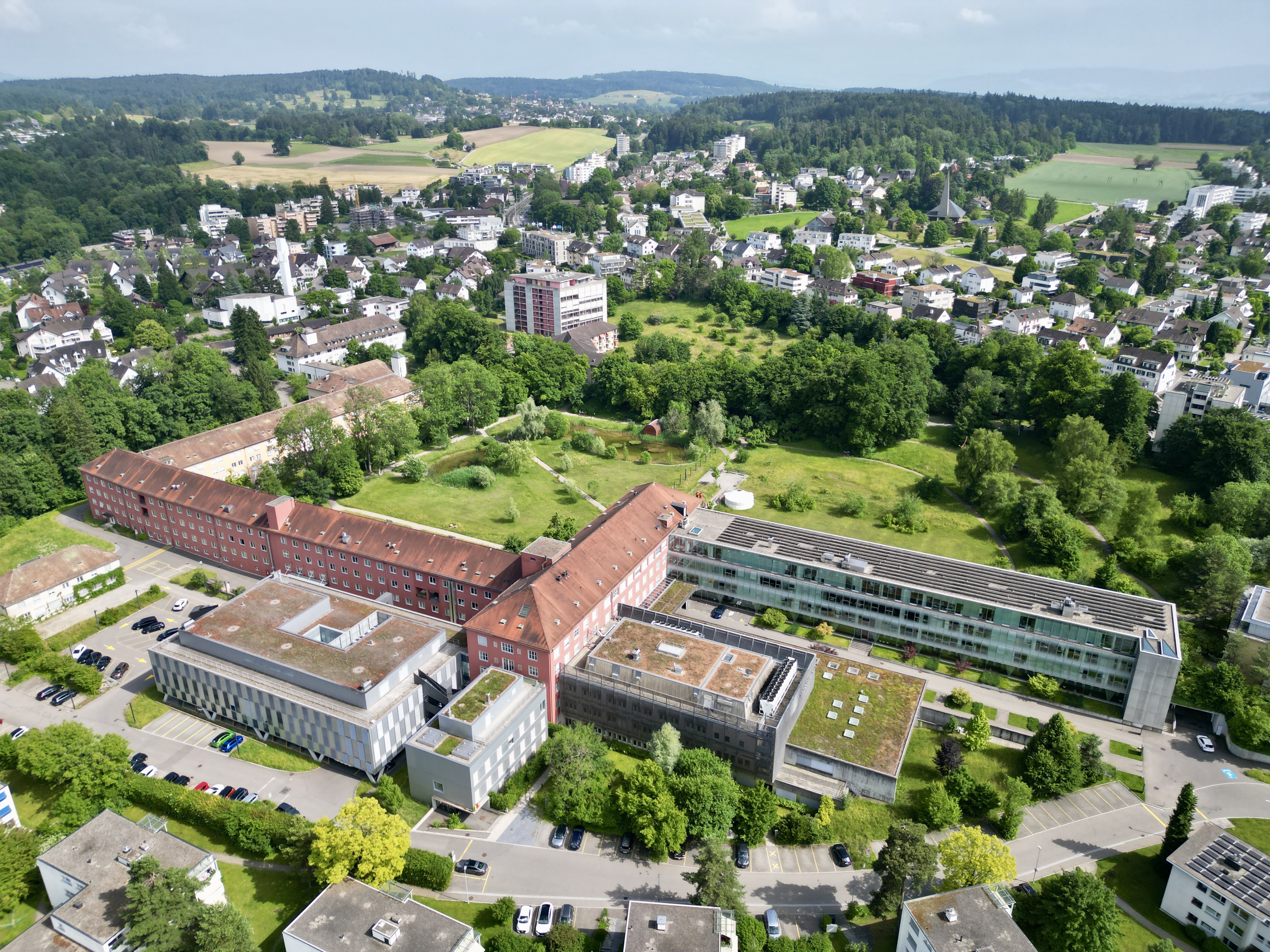
Spital Zollikerberg nach Süden

Das Spital Zollikerberg steht in der Gemeinde Zollikon im Kanton Zürich in der Schweiz. Es ist ein Unternehmen des Diakoniewerks Neumünster. Als grosses privates Akutspital mit öffentlichem Leistungsauftrag trägt es mit 174 Betten und rund 1200 Mitarbeitern wesentlich zur medizinischen Versorgung des Kantons bei.

## Ursprünge in Zürich
Die Geschichte des heutigen Spitals im Zollikerberg beginnt in der «Kranken- und Diakonissenanstalt Neumünster», die 1858 am Hegibachplatz in Zürich entstanden war. Sie war das zweite Spital im Kanton Zürich, bot Platz für 36 Patienten in Einzelzimmern und Sälen und war die erste Ausbildungsstätte für Pflegepersonal. Sie bot medizinische Versorgung und Pflegeausbildung unter einem Dach.
Der Spitalkomplex wurde rasch erweitert. 1893 bestand er aus zwei Krankenhäusern, einem Schwesternhaus, zwei Wohnhäusern, zwei Ökonomie, Gebäuden und einer Kapelle. Von 1901 bis 1903 entstand an der benachbarten Minervastrasse ein neues Hauptgebäude, mit dem das Bettenangebot auf 166 gesteigert wurde. 1909 wurde das Krankenheim Rehalp eingeweiht. Auch die Anzahl der Schwestern wuchs stark an, bis Anfang 1903 traten 211 junge Frauen als Diakonissen ein.
Trotz diesen umfassenden Erweiterungen wurde der Platz knapp. 1930 erwarb die Trägerschaft der im selben Jahr gegründeten Stiftung im Zollikerberg von mehreren Grundbesitzern zu einem Quadratmeterpreis von rund fünf Franken ein 80’000 Quadratmeter grosses Stück Land. Der Neubau wurde von den Architekten Otto und Werner Pfister entworfen, innerhalb von zwei Jahren fertiggestellt und am 20. August 1933 eingeweiht.

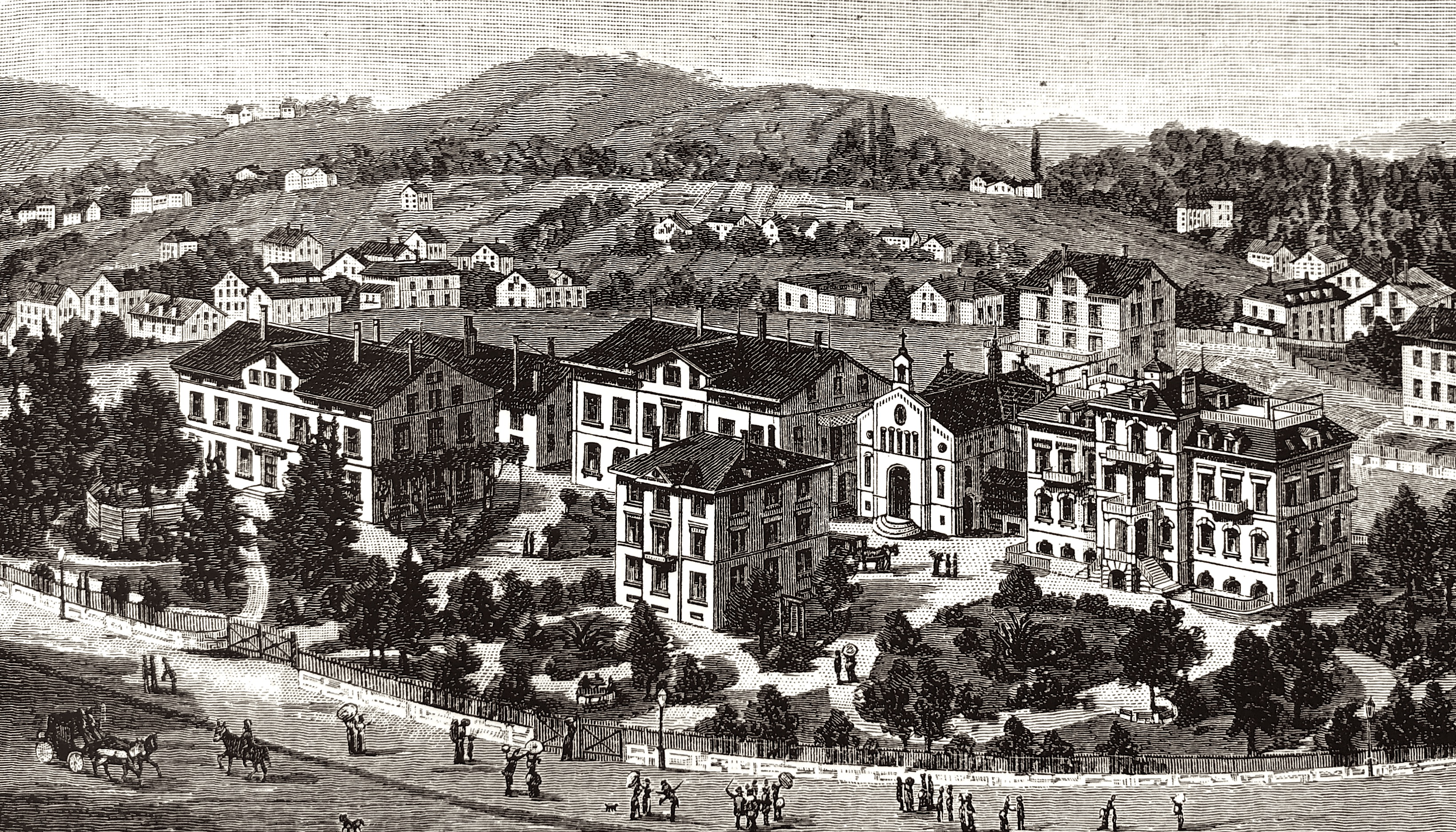
Heute verschwundene Spitalanlage am Hegibachplatz in Zürich, um 1900
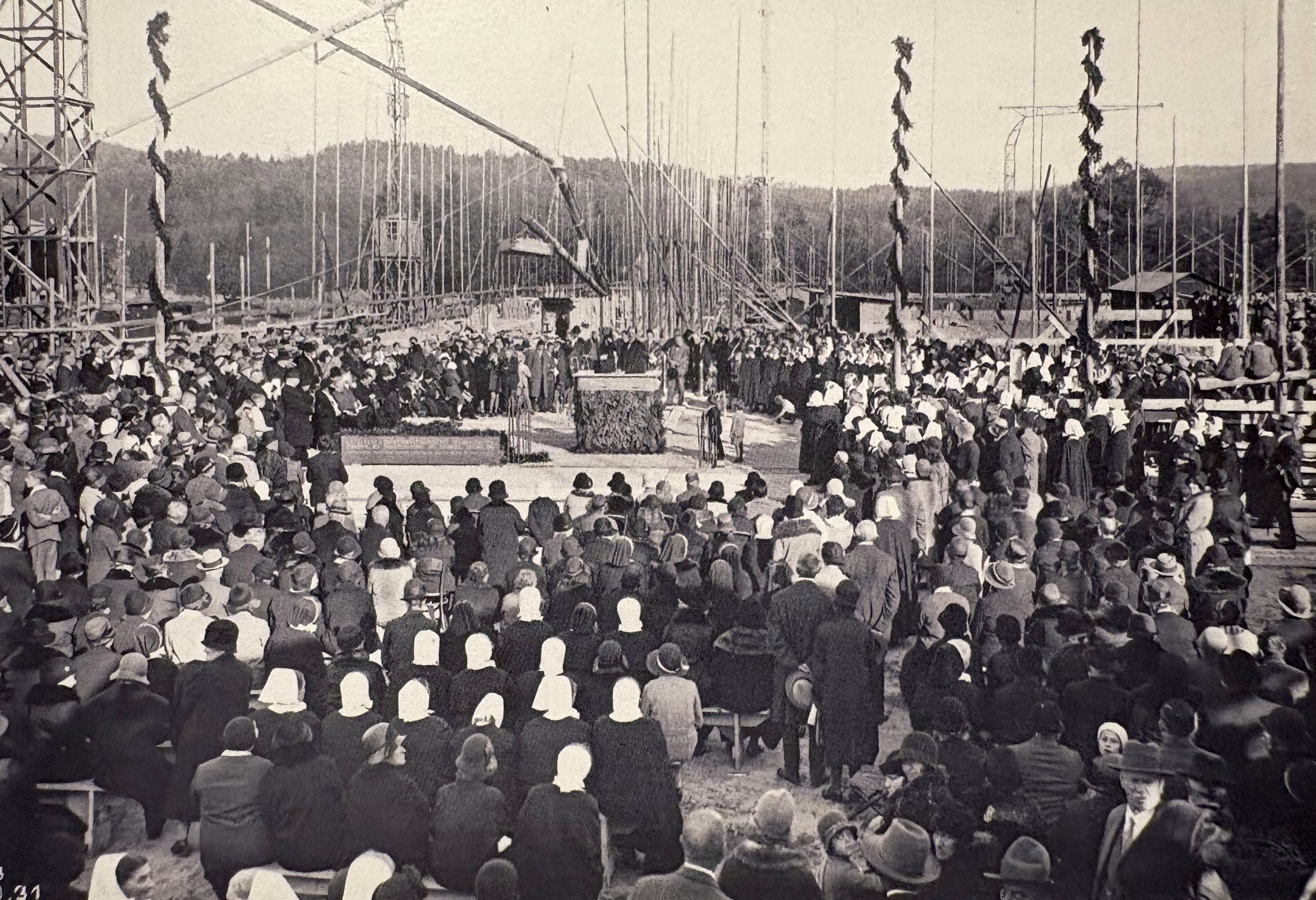
Grundsteinlegung 1931 am 18. Oktober 1931
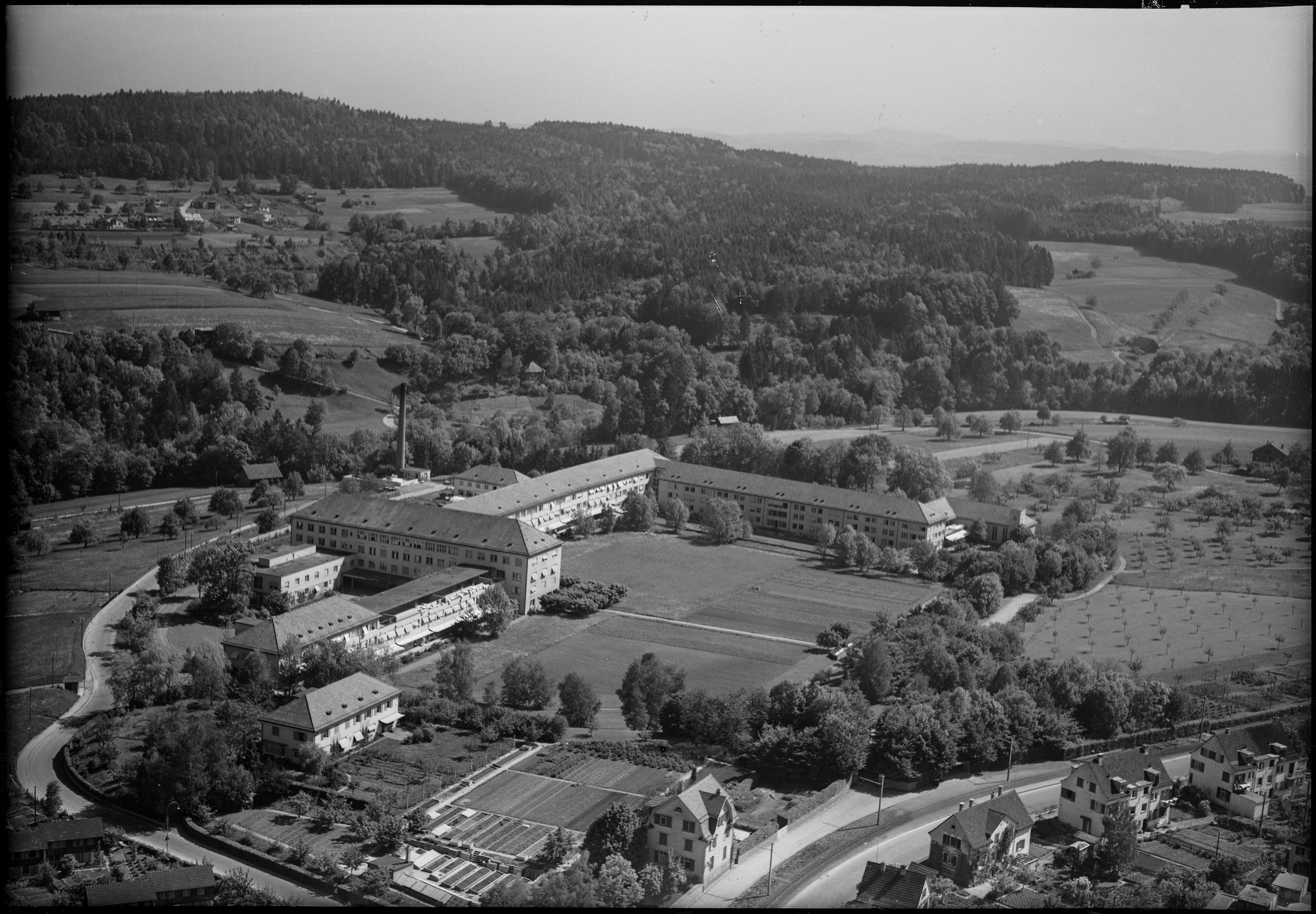
1950, Blick nach Osten. Vorne die Forchstrasse.

## Entwicklung im Zollikerberg
Nach dem Umzug nach Zollikerberg entwickelte sich das Spital kontinuierlich weiter. 1998 fusionierte die Stiftung Diakoniewerk Neumünster trotz des Widerstands der kantonalen Gesundheitsdirektion mit der Stiftung der Schweizerischen Pflegerinnenschule. Diese Fusion brachte die Gynäkologie, Geburtshilfe und Neonatologie der ehemaligen «Pflegi» ins Spital Zollikerberg, am 12. Dezember 1998 kam das erste Kind zur Welt, Liliane. 2006 wurde der offizielle Name von «Spital Neumünster» zu «Spital Zollikerberg» geändert. Das Spital Zollikerberg wurde schnell zu einer der beliebtesten Geburtskliniken der Schweiz.
Im Jahr 2011 eröffnete das Spital eine integrierte Rehabilitationsklinik im Westtrakt, in Zusammenarbeit mit Zurzach Care. Dieses Modell ermöglichte fortan eine nahtlose Betreuung von der Akutbehandlung bis zur Rehabilitation.
Als erstes und bisher einziges Spital im Kanton Zürich eröffnete das Spital Zollikerberg 2014 ein Babyfenster. Zweimal wurde ein Baby hinein gelegt.
2021 wurde ein neuer Anbau an der Nordseite des Spitals eröffnet. Er beherbergt unter anderem eine Kinder-Permanence, Radiologie und Räume für ambulante Sprechstunden.

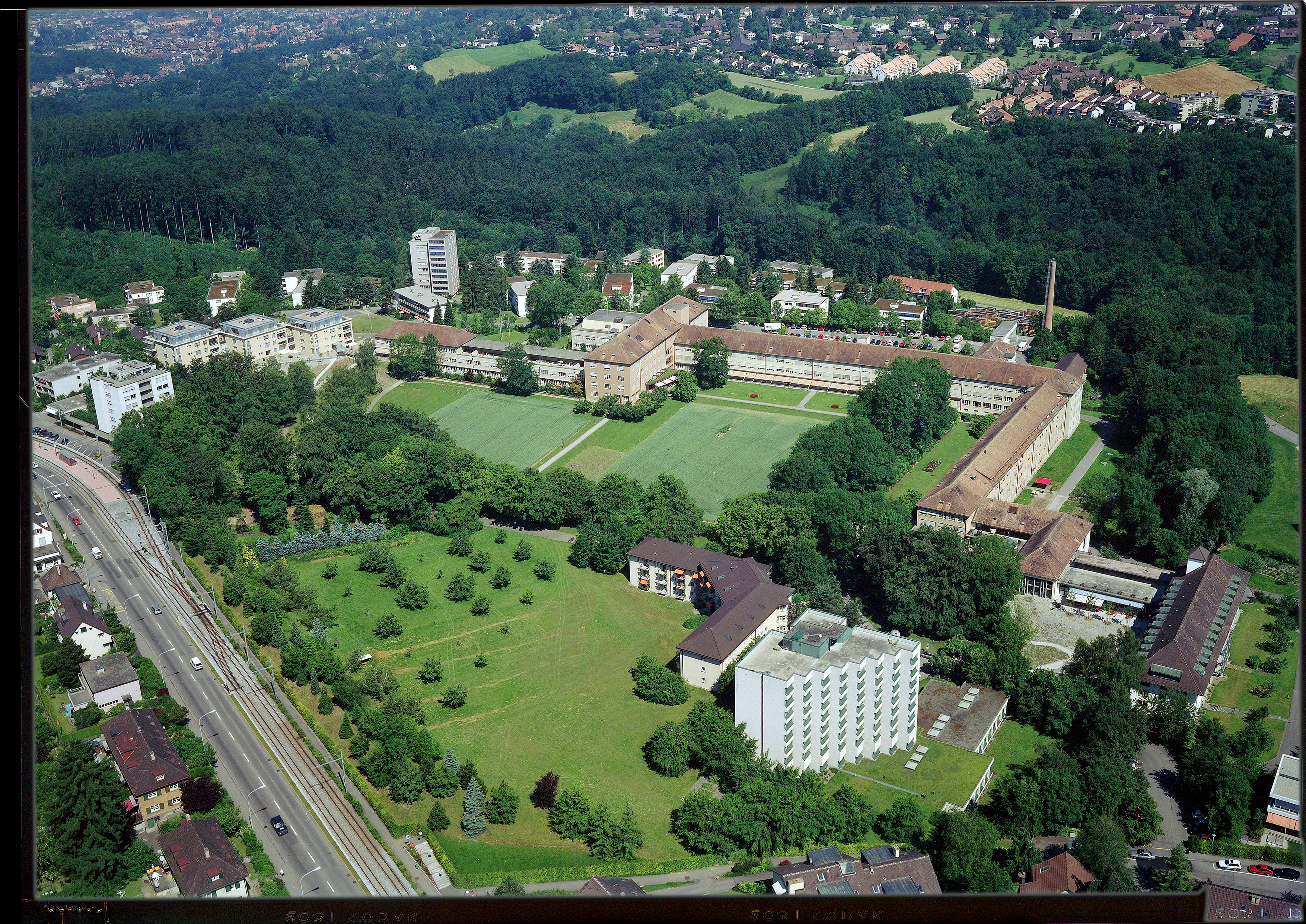
1992
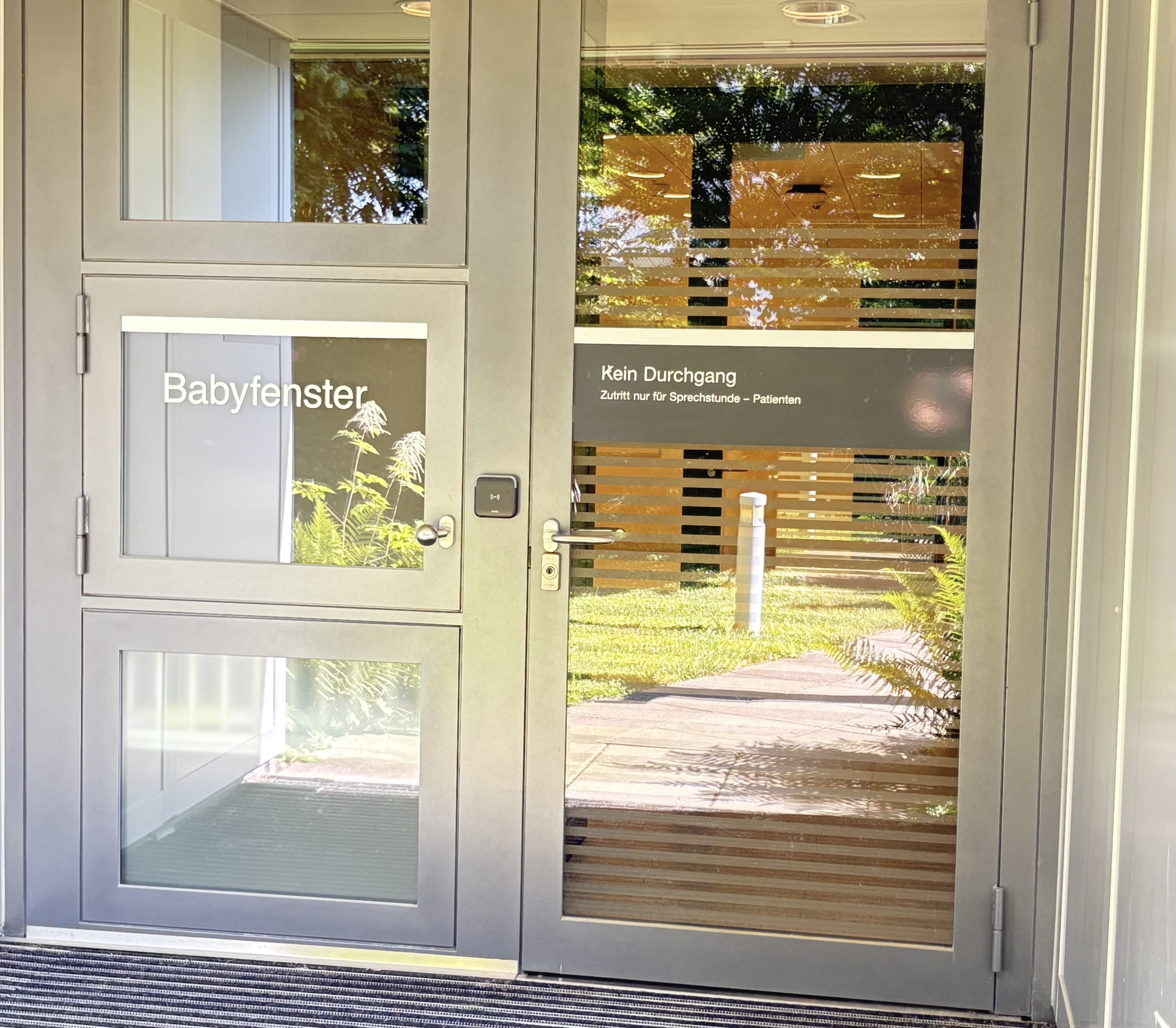
Babyfenster
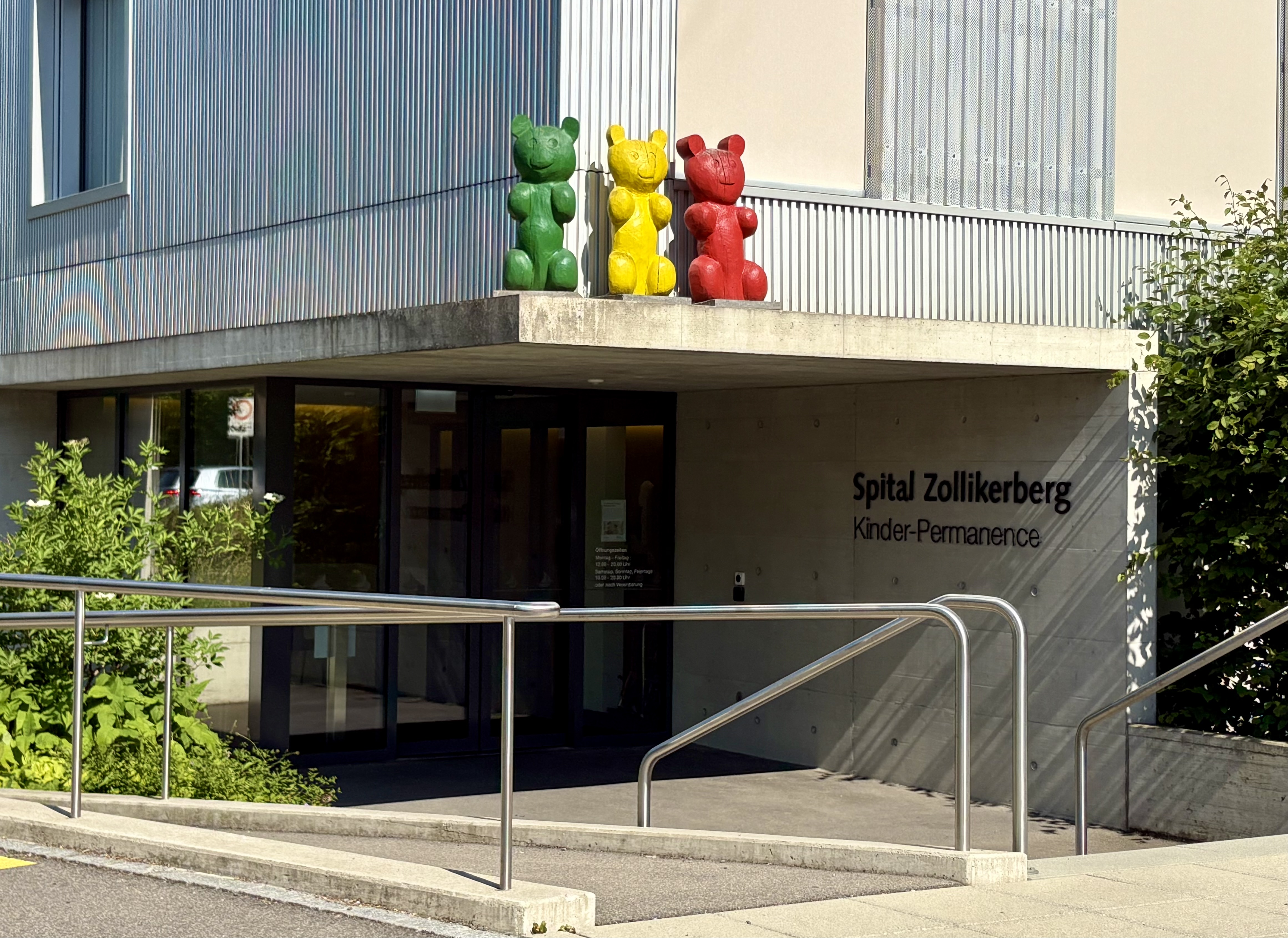
Kinder-Permanence

## Gegenwart
Heute ist das Spital Zollikerberg ein Akutspital mit öffentlichem Leistungsauftrag. Es verfügt über 174 Betten und behandelt jährlich über 11’000 stationäre sowie rund 65’000 ambulante Patienten. Die Schwerpunkte umfassen Innere Medizin, Gynäkologie und Geburtshilfe mit Neonatologie, allgemeine Chirurgie sowie Orthopädie. Das Dialysezentrum gehört mit 23 Plätzen zu den grössten Zentren des Kantons. Die Ärzte sind entweder fest angestellt oder arbeiten als Belegärzte. Es erwirtschaftet rund 155 Mio. Franken pro Jahr.

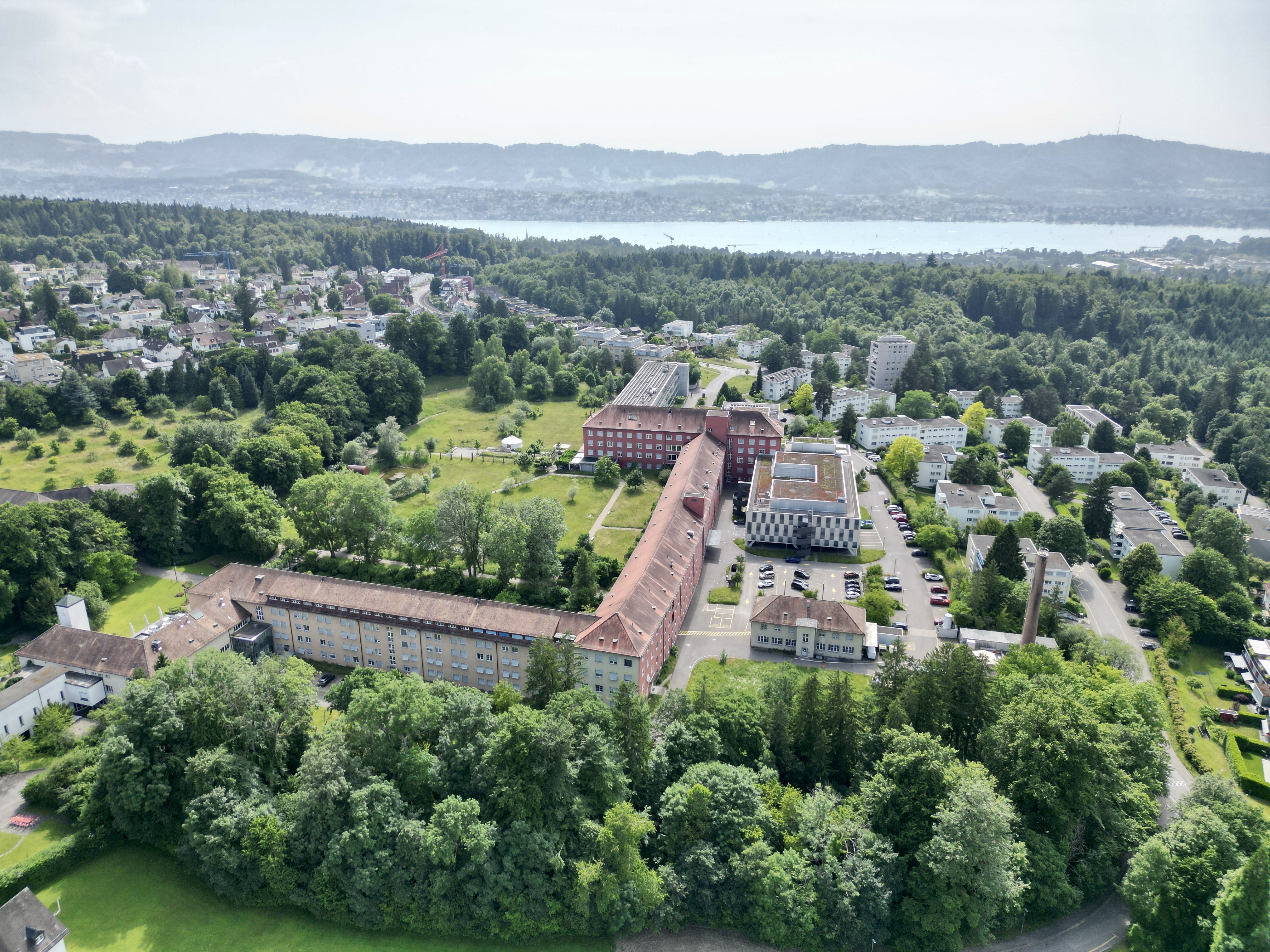
Nach Westen
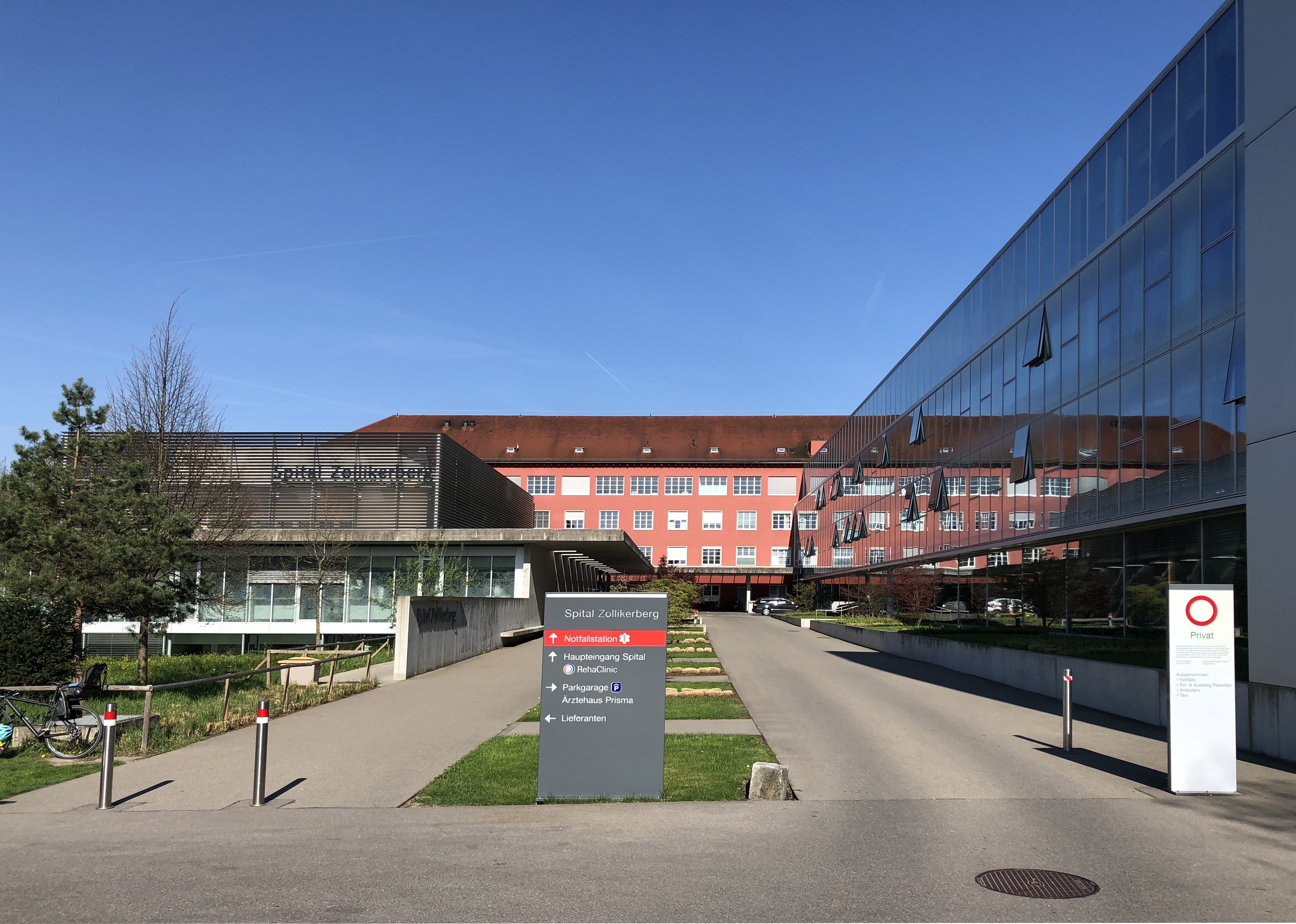
Zufahrt
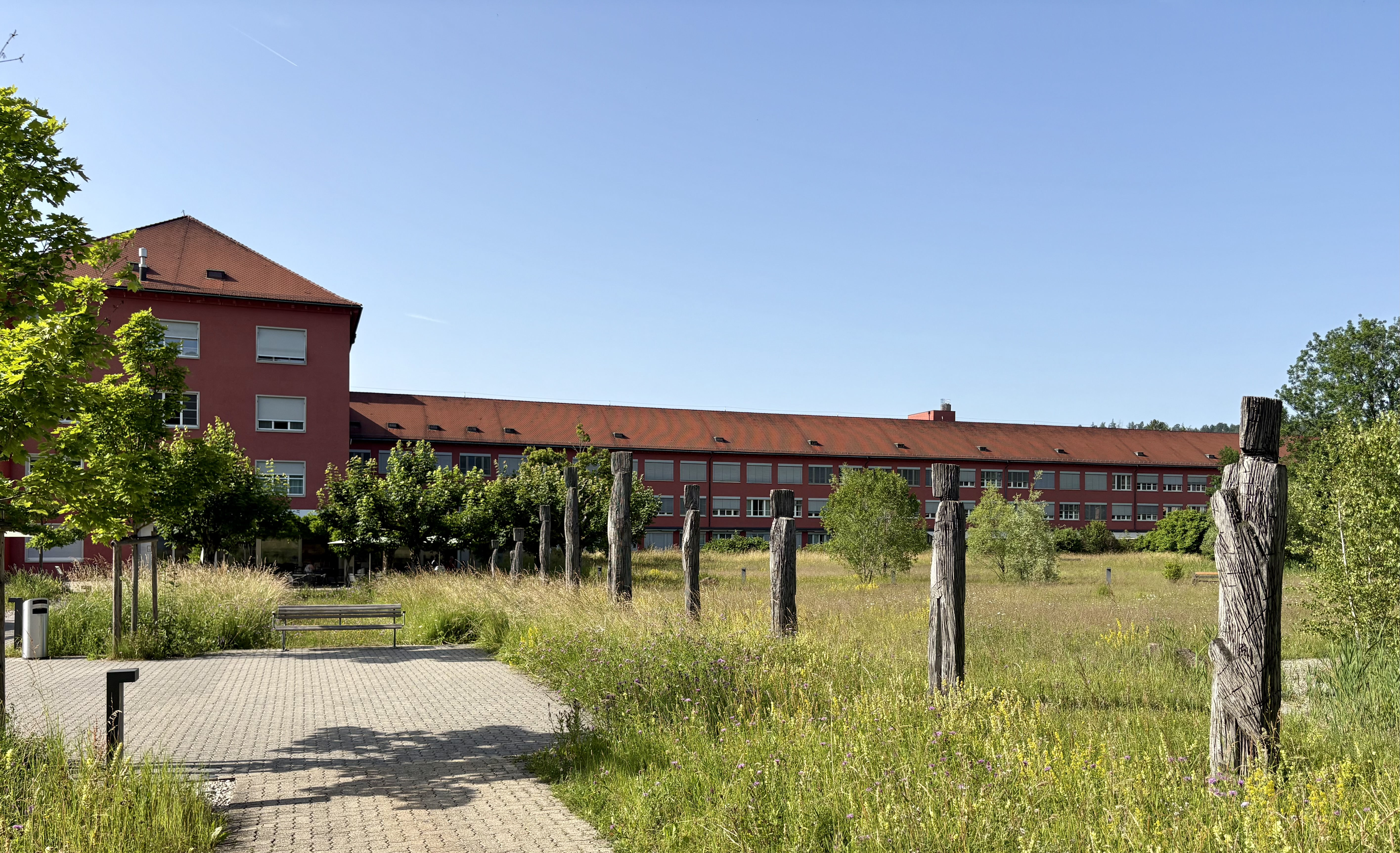
Im Park

## Anlage
Der ganze Gebäudekomplex besteht aus zahlreichen Gebäuden. Im Zentrumsbau sind neben der Direktion Räume für Sprechstunden die Schilddrüsen-Praxis, die Urologie und die Plastische Chirurgie untergebracht. Im anschliessenden langen Westflügel finden sich Patientenzimmer, die Ernährungsberatung, ein Therapiebad und Zurzach-Care, im gegenüber liegenden Behandlungsflügel sind die Notfall- und Intensivstation, das Dialysezentrum, Nephrologie und Onkologie. Zwischen diesen beiden Flügeln führt eine Zufahrt zu Haupteingang und Notaufnahme.

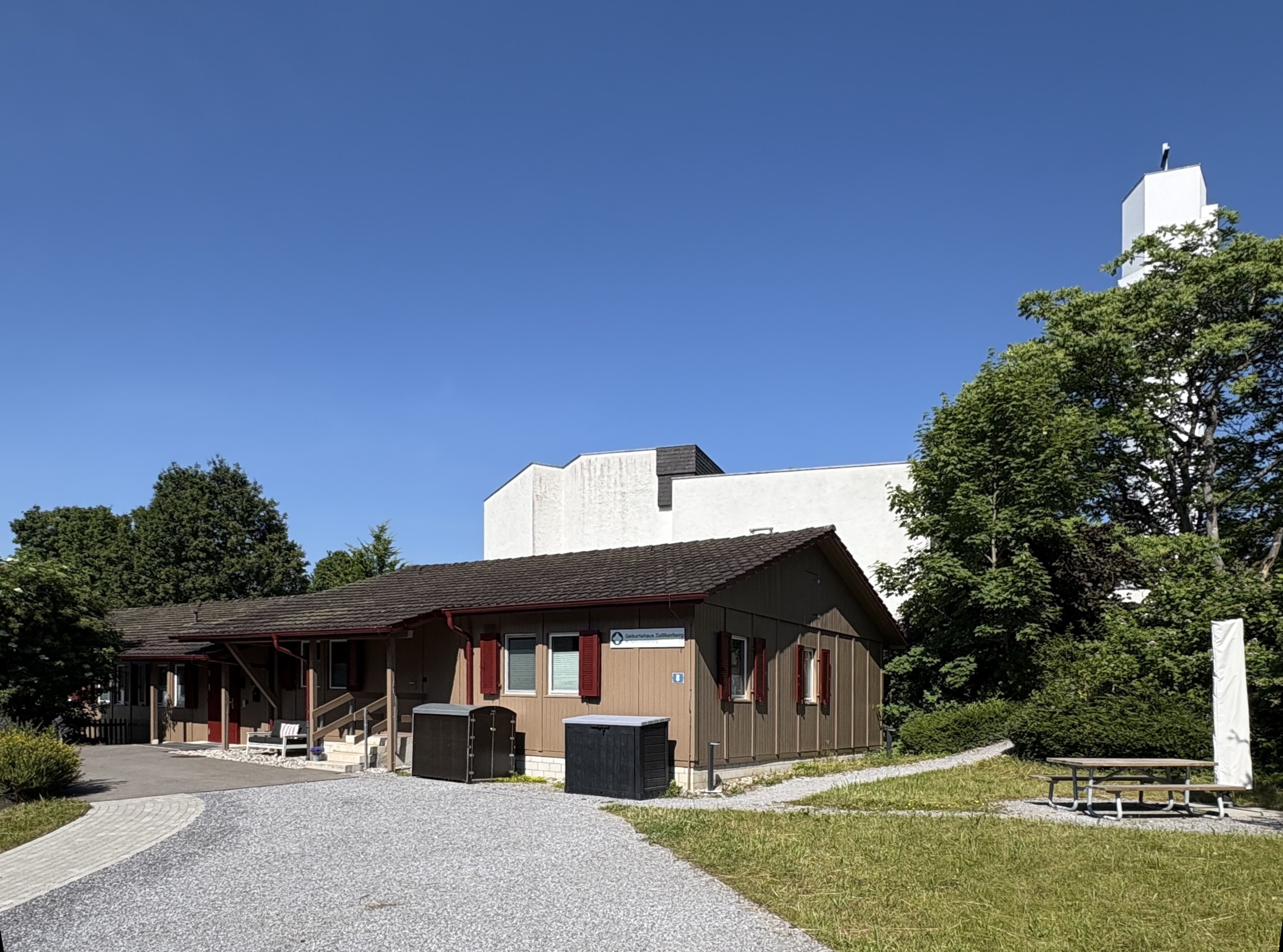
Geburtshaus
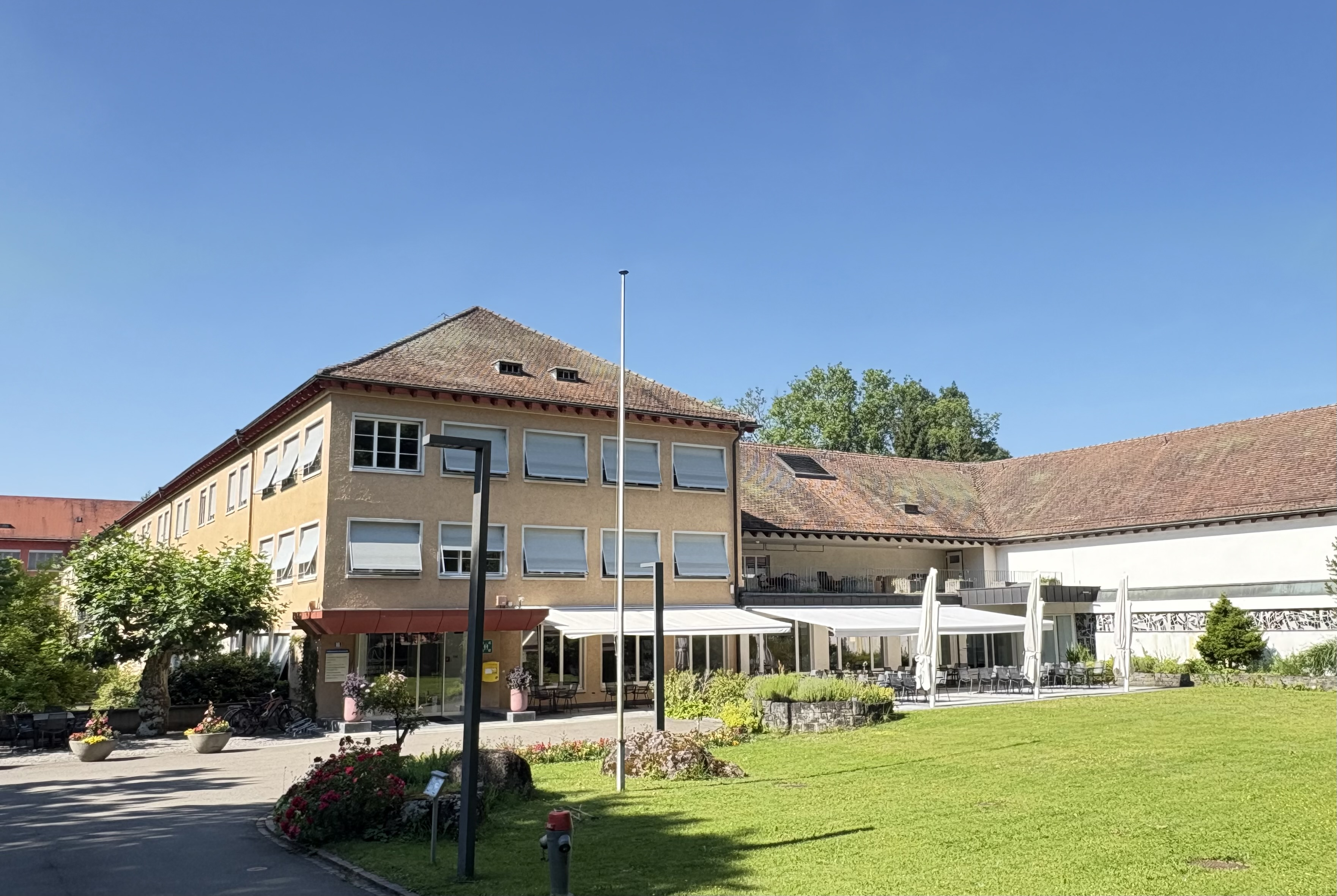
Haus Magnolia
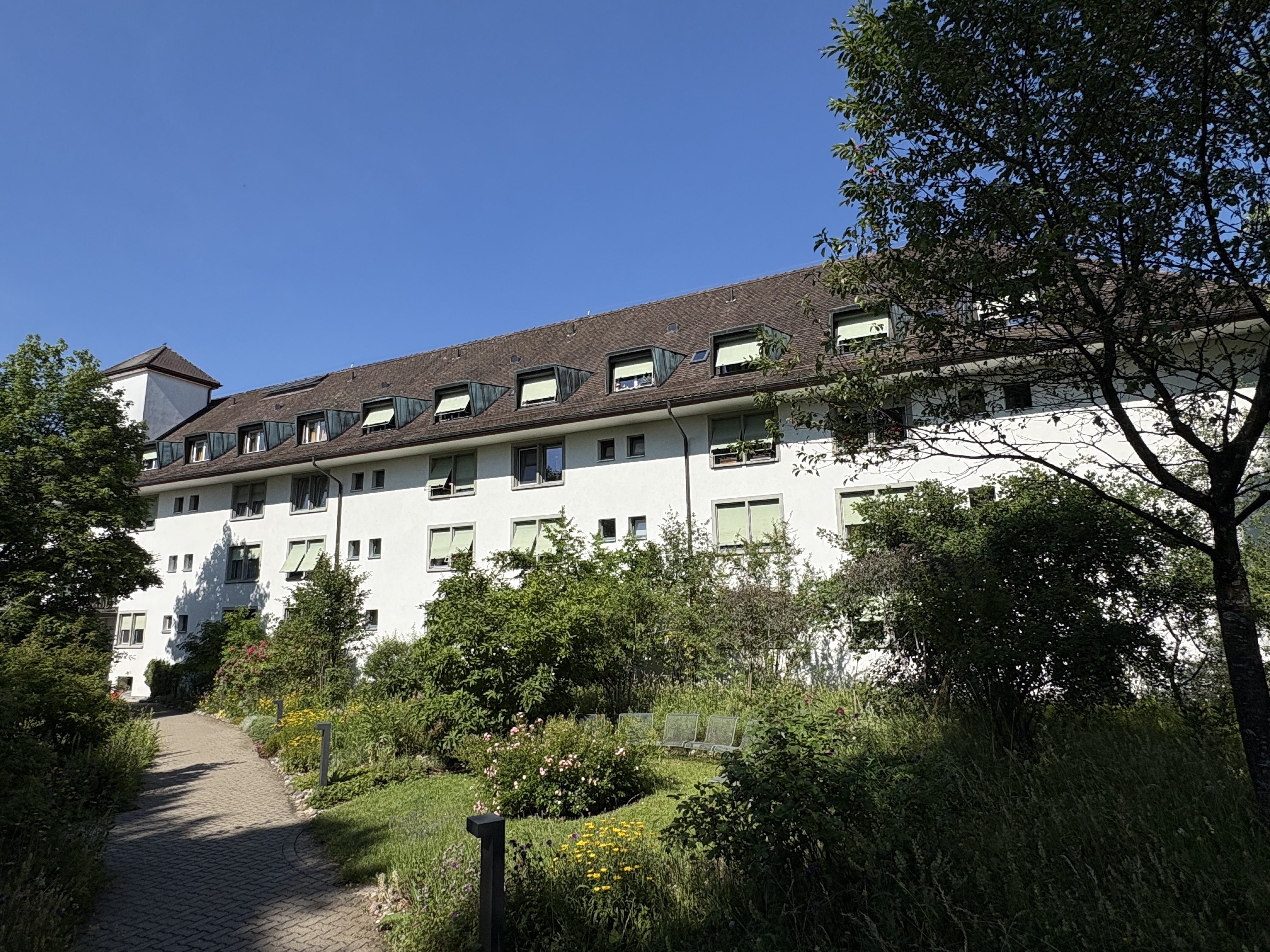
Haus Quelle
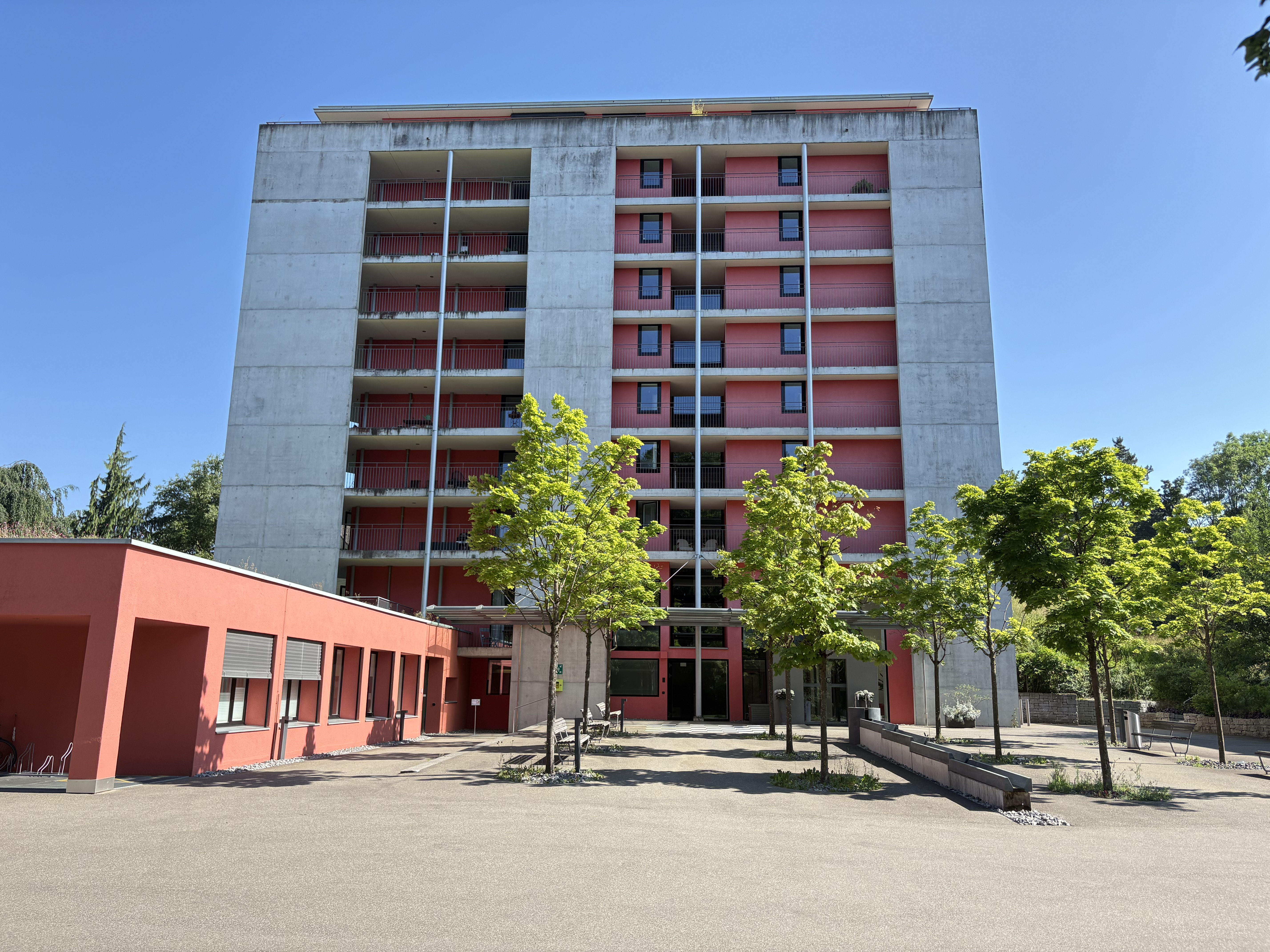
Haus Brunnenhof
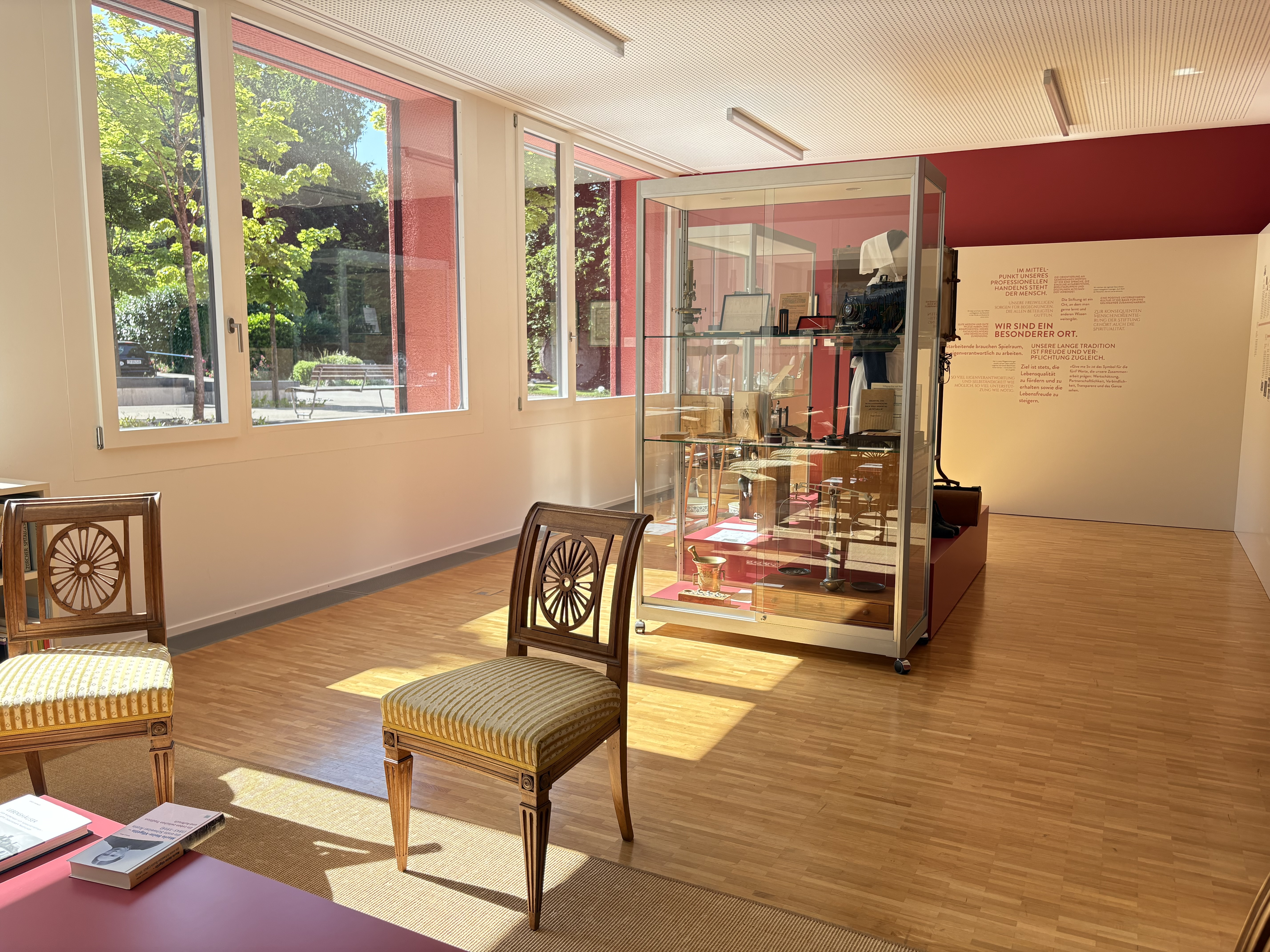
Diakonissen-Museum

Im Norden stehen die zwei Gebäude Nordbau (Gebärabteilung mit Neonatologie) und das Zentrum Nord mit Räumen für Sprechstunden, die Kinder-Permanence und die Radiologie. Daneben steht ein grosses Parkhaus. Im Osten schliesst sich der Ostflügel an mit Patientenzimmern, der Inneren Medizin, Chirurgie, Maternité und einer Palliativstation.
Weitere Gebäude auf dem 10,5 Hektar grossen Areal sind das Fachärzte-Zentrum «Prisma», eine Praxis für Traditionelle Chinesische Medizin, die Stiftung Diakoniewerk Neumünster, das Wohn- und Pflegeheim «Magnolia», das «Restaurant Neumünster», eine Gärtnerei, das Haus «Quelle» für die Schwesternschaft der Diakonissen, eine Kirche und das Haus «Brunnenhof» mit einem kleinen Museum der Stiftung Diakoniewerk Neumünster. Zum Areal gehört ein 2,4 Hektar grosser und weitgehend naturbelassener Park mit zahlreichen Bäumen und einem Teich.

## Gesundheitswelt Zollikerberg
Sämtliche Gebäude und Institutionen sind unter dem Begriff «Gesundheitswelt Zollikerberg» zusammengefasst.
|                                                                                      |                                                   |  |  |
| 1 Trichtenhauserstrasse 2, Praxiszentrum Zollikerberg, Ausbildung                    | 9 Kirche                                          |  |  |
| 2 CUBE, Treffpunkt für Angestellte                                                   | 10 Haus «Quelle» der Diakonissen Schwesternschaft |  |  |
| 3 Trichtenhauserstrasse 8 - 12 Fachärztezentrum                                      | 11 Gärtnerei                                      |  |  |
| 4 Spital Zollikerberg, Empfang, Notfall, Zurzach Care                                | 12 Geburtshaus                                    |  |  |
| 5 Kinder Permanence                                                                  | 13 Konferenz- und Seminarräume                    |  |  |
| 6 Wäschehaus                                                                         | 14 Haus «Brunnenhof», Museum, Seminarräume        |  |  |
| 7 Gemeinschaftspraxis Zollikerberg                                                   | 15 Haus «Baumgarten» mit Alterswohnungen          |  |  |
| 8 Stiftung Diakoniewerk, Restaurant Neumünster Park, Wohn- und Pflegeheim «Magnolia» |                                                   |  |  |